# An der Grenze (Drama)
An der Grenze ist ein absurdes Theaterstück von Hans Mühlethaler, das am 9. November 1963 am Schauspielhaus Zürich uraufgeführt wurde. Regie führte Karl Suter, für das Bühnenbild war Fritz Butz verantwortlich, die Musik komponierte Rolf Langnese.

## Personen
Kolak, Mutter, Fräulein, Kaminfegermeister, Schönmann, Frau Schönmann, Grenzer, Reisende

## Das Stück
Der historische Hintergrund des Stücks ist der Eiserne Vorhang, die ehemalige Grenze zwischen der BRD und der DDR. Der Begriff ist hier metaphorisch zu verstehen: als Grenze zwischen Realität und Imagination, zwischen Leben und Tod. Kolak, ein erfolgloser Schlagersänger, bricht zu einer Reise auf. Im Zug trifft er auf eine Frau, die seine Geliebte wird. Der Kaminfegermeister verhaftet ihn wegen Schmuggels. Seine Geliebte verlässt ihn, seine Mutter sucht ihn, aber sie findet ihn nicht. Am Ende fesselt der Kaminfegermeister alle Personen. Nur Kolak bleibt frei, weil er der einzige ist, der es wagt, über die Grenze zu gehen.
Die erste Fassung wurde 1964 in der von Hans Rudolf Hilty herausgegebenen illustrierten Zweimonatsschrift für neue Dichtung hortulus veröffentlicht. Eine vom Autor überarbeitete Neufassung erschien bei Books on Demand Ende 2006.

## Stimmen zur Uraufführung
- „Mühlethaler sagt ja als Deuter seines Stücks, es sei «nichts anderes als eine Beschreibung des Todes». An der Grenze wird geschmuggelt – erwischt aber nur der, der nicht schmuggelt. An der Grenze wird geschossen – wer hinüber will, kommt um, wer sich aber retten will und diesseits bleibt, erhält statt des bestellten Milchkaffees dicke Ketten um die Handgelenke.“ Elisabeth Brock-Sulzer in Neue Zürcher Zeitung, 11. November 1963 abends.
- „In Mühlethalers ungenießbarem Gemisch aus Kafka, Adamov und Ionesco, aus Anti-Dramaturgie und den Blumen des bösen Wirrsinns, die im eigenen hortulus sprießen, gibt es begabte Stellen. Und wichtiger: es gibt den konsequenten Willen, auf andere Weise als andere Theater zu machen.“ Werner Wollenberger in der Zürcher Woche, 15. November 1963.
- „«An der Grenze» ist absurdes Theater mit hohem geistigem und literarischem Anspruch.“ Manuel Gasser in der Weltwoche, 15. November 1963.

## Schwarz auf weiss
- An der Grenze. Theaterstück, Erstdruck in: Hortulus (Band 67), St. Gallen 1964
  - Neufassung: An der Grenze. Ein absurdes Theaterstück, Books on Demand, Norderstedt 2006, ISBN 978-3-8334-6570-3